# Nelson Bobb
Nelson S. Bobb (Filadelfia, 25 febbraio 1924 – Irvine, 8 dicembre 2003) è stato un cestista statunitense, professionista nella NBA.

## Carriera
Venne selezionato dai Philadelphia Warriors nel Draft BAA 1949.